# Jez Grande Dixence
Jez Grande Dixence je betonski gravitacijski jez na reki Dixence na čelu Val d'Hérémence v kantonu Valais v Švici. Z 285 m višine je to najvišji gravitacijski jez na svetu, peti najvišji jez nasploh in najvišji jez v Evropi. Je del kompleksa Cleuson-Dixence. S primarnim namenom pridobivanja elektrike jez poganja štiri elektrarne, katerih skupna instalirana moč znaša 2069 MW, letno pa proizvede približno 2000 GWh, kar je dovolj za pogon 400.000 švicarskih gospodinjstev.
Jez ustvarja zbiralnik-jezero Lac des Dix (jezero Dix). S površino 4 km² je drugo največje jezero v Valaisu in največje jezero nad 2000 m v Alpah. Rezervoar vodo dobiva iz štirih različnih črpališč; Z’Mutt, Stafel, Ferpècle in Arolla. Pri največji zmogljivosti vsebuje približno 400.000.000 m3 vode, globok pa je do 284 m. Gradnja jezu se je začela leta 1950 in je bila končana leta 1961, preden je bila uradno zagnana leta 1965.

## Zgodovina
Leta 1922 se je ustanovilo podjetje Energie Ouest Suisse (EOS) z nekaj majhnimi elektrarnami. Da bi proizvedli znatne količine električne energije, je EOS pogledal na kanton Valais, ki vsebuje 56 % ledenikov v Švici in hrani največ vode v Evropi. Leta 1927 je EOS pridobil licenco za zgornji bazen Dixence. Leta 1929 je 1200 delavcev zgradilo prvi jez Dixence, ki je bil dokončan leta 1935. Prvi jez je oskrboval z električno energijo Elektrarno Chandoline, ki ima moč 120 MW.
Po drugi svetovni vojni je rastoča industrija potrebovala elektriko in gradnja na jezu Cleuson se je začela leta 1947 in je bila dokončana leta 1951. Prvotni jez Dixence je bil potopljen zaradi polnjenja Lac des Dix v začetku leta 1957, še vedno ga je mogoče videti, ko je raven v zbiralniku nizka. Načrte za jez Super Dixence je zdaj dokončalo nedavno ustanovljeno podjetje Grande Dixence SA. Gradnja jezu Super Dixence se je začela kasneje leta 1950. Do leta 1961 je 3000 delavcev končalo z nalivanjem 6.000.000 m3 betona in dokončalo jez. S svojimi 285 m je bil takrat najvišji jez na svetu, a ga je leta 1972 presegel jez Nurek v Tadžikistanu (300 m). Še vedno je najvišji gravitacijski jez na svetu.
V 1980-ih sta Grande Dixence SA in EOS začela projekt Cleuson-Dixence, ki je izboljšal kakovost proizvedene električne energije z gradnjo novih predorov skupaj z elektrarno Bieudron. Ko je bil kompleks Cleuson-Dixence popoln, se je proizvedena moč več kot podvojila.
Gradnja jezu je bila dokumentirana v kratkem filmu Opération béton, prvem filmu režiserja Jean-Luca Godarda.

## Značilnosti
Jez Grande Dixence je 285 m visok in 700 m dolg betonski gravitacijski jez. Jez je v spodnjem delu širok 200 m, na njegovem grebenu pa 15 m. Greben jezu doseže nadmorsko višino 2365 m. Struktura jezu vsebuje približno 6 000 000 m³ betona. Da bi pritrdili jez na okoliški temelj, obloga zajema injekcijsko zaveso, ki doseže globino 200 m in se razteza na 100 m na vsaki strani doline.
Čeprav se jez nahaja na razmeroma majhni reki Dixence, črpalke Z’Mutt, Stafel, Ferpècle in Arolla črpajo vodo iz drugih rek in potokov. Črpališča prenašajo vodo skozi 100 km predorov v zbiralnik Lac des Dix. Voda iz 87 m visokega jezu Cleuson, ki se nahaja 7 km proti severozahodu, se tudi pretaka iz njenega rezervoarja Lac de Cleuson. Tri dolvodne cevi prevažajo vodo iz Lac des Dixa do elektrarn Chandoline, Fionnay, Nendaz in Bieudron, preden se spustijo v spodnjo Rono. Vsa črpališča, elektrarne in jezovi tvorijo kompleks Cleuson-Dixence. Čeprav kompleks deluje s črpanjem vode iz enega rezervoarja v drugega, tehnično ne izpolnjuje pogojev za sistem črpalne elektrarne.
Večina vode prihaja iz ledenikov, ko se poleti topijo. Jezero je običajno polno napolnjeno do konca septembra, pozimi pa se izprazni in sčasoma doseže najnižjo točko okoli aprila.

## Elektrarna

### Elektrarna Chandoline
Elektrarna Chandoline je bila elektrarna za prvotni jez Dixence. Jez Grande Dixence je potopil prvotni jez, elektrarna pa še vedno obratuje z vodo, pridobljeno iz rezervoarja jezu Grande Dixence, Lac des Dix. Elektrarna je najmanjša od štirih, saj iz petih Peltonovih turbin z bruto glavo 1748 m proizvede 120 MW.

### Elektrarna Fionnay
Elektrarna Fionnay dobiva vodo iz jezu Grande Dixence po 9 km dolgem predoru s povprečnim naklonom 10 %. Ko predor doseže prenapetostno komoro v Louvieju v Bagnesu, se spremeni v zapornico, ki se pri gradientu 73 % spušča 800 m, dokler ne pride do elektrarne. Voda, ki zdaj teče z največjo hitrostjo 45 m³ / s, zavrti šest Peltonovih turbin in ustvari skupno največjo moč 290 MW.

#### Elektrarna Nendaz
Po prihodu na elektrarno Fionnay z jezu Grande Dixence voda nato potuje skozi 16 km dolg tlačni predor, ki na koncu vodi v prenapetostno komoro Péroua, 1000 m nad elektrarno Nendaz. Voda, ki ostane z največjo hitrostjo 45 m³ / s, zavrti šest Peltonovih turbin in ustvari skupno največjo moč 390 MW.
Elektrarna Nendaz se nahaja v gorah med Aprozom in Riddesom in je druga največja hidroelektrarna v Švici za elektrarno Bieudron.

### Elektrarna Bieudron
Voda potuje po dolgih ceveh od jezu Grande Dixence, preden pride do elektrarne Bieudron 1883 m navzdol. Voda zavrti tri peltonske turbine in ustvari skupno moč 1269 MW. Elektrarna je bila zgrajena po elektrarnah Nendaz in Fionnay. Elektrarno sta gradila Grande Dixence SA in Energie Ouest Suisse med letoma 1993 in 1998 po ceni 1,2 milijarde ameriških dolarjev.
Samo elektrarna Bieudron ima tri svetovne rekorde, in sicer za višino glave (1883 m), izhodno moč vsake Peltonove turbine (3 × 423 MW) in izhodno moč na pol generatorjev (35,7 MVA). Decembra 2000 je bila umaknjena iz obratovanja po pretrganju dovodnih cevi. Elektrarna je začela delno obratovati decembra 2009, popolnoma obratovati pa leta 2010.